# Venusia palumbes
Venusia palumbes là một loài bướm đêm trong họ Geometridae.